# AFC Women's Champions League
L'AFC Women's Champions League è la massima competizione calcistica femminile asiatica. Coinvolge i migliori club dei paesi affiliati alla AFC. Il torneo è stato istituito nel 2024.

## Storia
Il concetto di creare una competizione per club femminili asiatici è stato raccomandato al comitato esecutivo della AFC per la prima volta nel 2018. L'anno successivo, si tenne l'edizione inaugurale dell'AFC Women's Club Championship, un campionato pilota per club femminili asiatici, in cui si affrontarono tra quattro squadre.
Nel 2023 è stato svelato il formato della nuova massima competizione per club chiamata AFC Women's Champions League. A partire dall'edizione 2024-2025, la competizione prevede una fase preliminare, una fase a gironi a dodici squadre e una fase a eliminazione diretta. Ogni associazione affiliata alla AFC invia una squadra a partecipare. Nelle prime quattro stagioni, ci sarà una squadra partecipante per ogni associazione, con l'assegnazione che sarà basata sulla classifica FIFA delle federazioni partecipanti fino all'edizione 2027-2028. Successivamente verrà utilizzata la classifica della competizioni per club femminili AFC.

## Formato
Il formato per la prima edizione della competizione nella stagione 2024-2025 comprenderà:
- Una fase preliminare (un girone da quattro squadre e tre gironi da tre squadre), in sedi centralizzate.
- Un torneo principale con 12 squadre (tre gironi da quattro squadre), in una sede centralizzata.
- Quarti di finale, ospitati dalle vincitrici dei gironi e dalla migliore seconda classificata.
- Semifinali e finale, in una sede centralizzata.

## Assegnazione dei posti
I principi chiave della competizione sono stati pubblicati dall'AFC il 20 agosto 2023. Nelle prime quattro stagioni ci sarà una singola iscrizione per  membro partecipante. I club delle migliori otto nazioni asiatiche, secondo la Classifica mondiale femminile della FIFA godranno della qualificazione diretta alla fase a gironi, mentre le altre associazioni ottengono l'accesso alla fase preliminare. Per la prima edizioni della competizione, 22 associazioni membri avevano fatto domanda per partecipare . Tuttavia, il Naegohyang della Corea del Nord si è ritirato prima del sorteggio.

## Albo d'oro
| Edizione | Anno    | Campione                  | Risultato       | Finalista                 | Sede finale               | Numero squadre |
| -------- | ------- | ------------------------- | --------------- | ------------------------- | ------------------------- | -------------- |
| 1        | 2024-25 | Wuhan Jiangda             | 1 - 1 (5-4 dtr) | Melbourne City            | Wuhan                     | 21             |
| 2        | 2025-26 | non conosciuta (bandiera) |                 | non conosciuta (bandiera) | non conosciuta (bandiera) | ??             |

## Statistiche

### Vittorie per squadra
| Squadra        | Titoli | Finali | Edizioni vinte | Finali disputate |
| -------------- | ------ | ------ | -------------- | ---------------- |
| Wuhan Jiangda  | 1      | 0      | 2024-25        | -                |
| Melbourne City | 0      | 1      | -              | 2024-25          |

### Vittorie per nazione
| Nazione   | Titoli | Finali |
| --------- | ------ | ------ |
| Cina      | 1      | 0      |
| Australia | 0      | 1      |

## Premi individuali

### Miglior giocatrice
| Anno    | Giocatrice    | Squadra        | Nota   |
| ------- | ------------- | -------------- | ------ |
| 2024-25 | Rebekah Stott | Melbourne City | [ 11 ] |

### Capocannoniere
| Anno    | Giocatore              | Squadra                  | Goal |
| ------- | ---------------------- | ------------------------ | ---- |
| 2024-25 | Terry Engesha Miki Ito | Wuhan Jiangda Urawa Reds | 5    |